# Ernest Goes to Jail
Ernest Goes to Jail (br: Ernest Vai Para a Cadeia) é um filme de comédia produzido nos Estados Unidos em 1990, dirigido por John R. Cherry III e protagonizado por Jim Varney.